# Державний прикордонний комітет Республіки Білорусь
Державний прикордонний комітет Республіки Білорусь (біл. Дзяржаўны пагранічны камітэт Рэспублікі Беларусь, рос. Государственный пограничный комитет Республики Беларусь) — державний орган виконавчої влади Білорусі, який проводить державну прикордонну політику та забезпечує прикордонну безпеку. Він підпорядковується Президенту Республіки Білорусь. Очільніком комітету з травня 2023 є генерал-майор Костянтин Молостов.

## Історія
Через місяць після проголошення незалежності Білорусі від СРСР, 20 вересня 1991 року Верховна Рада Республіки Білорусь ухвалила постанову «Про підпорядкування прикордонних військ Комітету Державної Безпеки Союзу РСР, які дислокуються на території Республікі Білорусь». 15 січня 1992 року Верховна Рада ухвалила постанову «Про створення головного управління Прикордонних військ при Раді Міністрів Республіки Білорусь».
До розпаду СРСР Прикордонні війська КДБ СРСР охороняли лише державний кордон із Польщею. Після розпаду СРСР кордони Білорусі з Росією, Україною, Литвою та Латвією із адміністративних перетворилися на державні, що було закріплено законодавчо в 1993 році. В тому ж році встановлено прикордонний контроль на кордоні із цими державами.
15 березня 1994 року уряд Білорусі підписав угоду з Російською Федерацією про співпрацю у прикордонних питаннях. 25 вересня 2007 наказом Президента Республіки Білорусь, Державний комітет прикордонних військ Республіки Білорусь був перейменований на Державний прикордонний комітет Республіки Білорусь, тим же наказом затверджено Положення про Державний прикордонний комітет Республіки Білорусь.
Після початку міграційної кризи керівництво Держприкордонкомітету, включаючи його голову Лаппо, 2 грудня 2021 року було включено до списків санкцій Європейського союзу, США та Канади. 20 грудня до санкцій ЄС приєдналася Швейцарія, а 22 грудня — Албанія, Ісландія, Ліхтенштейн, Норвегія, Північна Македонія, Сербія, Чорногорія.
У 2022 році у зв'язку з вторгненням Росії в Україну Велика Британія, Європейський союз, Канада, Нова Зеландія та Швейцарія запровадили санкції проти ще кількох високопоставлених білоруських прикордонників; Україна та Японія приєдналися до санкцій проти Лаппо.
У травні 2023 року замість Лаппо комітет очолив Костянтин Молостов.

## Структура
- Центральний апарат в м. Мінськ
- Брестська Червонопрапорна прикордонна група імені Ф. Е. Дзержинського
- Гомельська прикордонна група
- Гродненська прикордонна група
- Сморгонська прикордонна група
- Лідський прикордонний загін
- Мозирський прикордонний загін
- Пінський прикордонний загін
- Полоцький прикордонний загін
- Загін прикордонного контролю «Мінськ»
- Кінологічний центр
- Інститут прикордонної служби
- Група матеріально-технічного забезпечення
- Група зв'язку та забезпечення
- Військовий шпиталь прикордонної служби

## Задачі
- проведення державної прикордонної політики і забезпечення прикордонної безпеки;
- організація охорони державного кордону;
- здійснення керівництва органами прикордонної служби;
- організація взаємодії і координація діяльності державних органів та інших організацій в області проведення державної прикордонної політики і забезпечення прикордонної безпеки;
- участь у виконанні завдань із захисту Республіки Білорусь;
- організація пропуску через державний кордон фізичних осіб, а також в межах своєї компетенції транспортних засобів;
- попередження і припинення правопорушень, що створюють загрозу прикордонній безпеці;
- всебічне забезпечення оперативно-службової та іншої діяльності органів прикордонної служби;
- реалізація державної політики в області ідеології і роботи з кадрами в органах прикордонної служби;
- виконання інших завдань, передбачених законодавчими актами.